# Boitzenburg

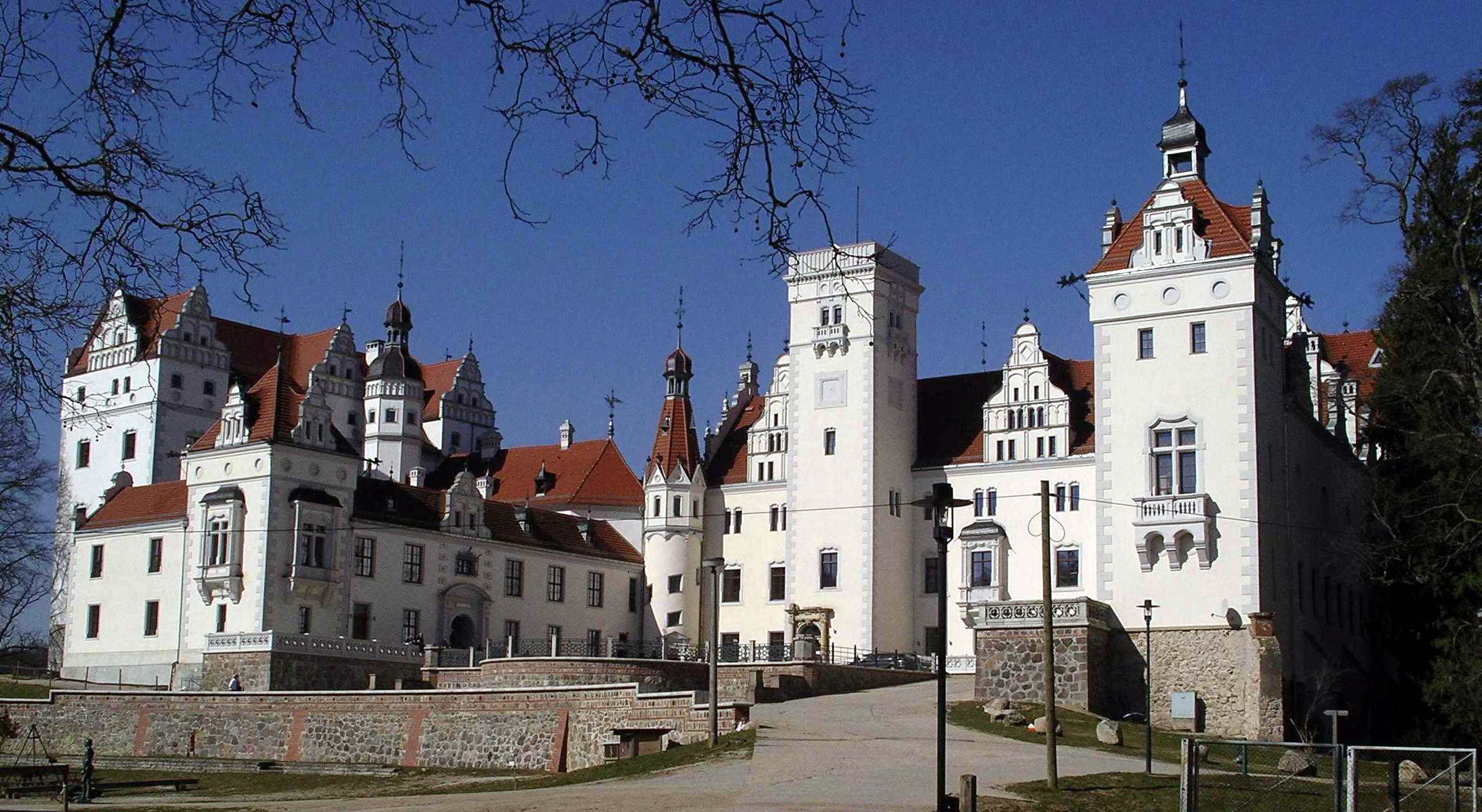
Schloss Boitzenburg

Boitzenburg ist ein Ort und Verwaltungssitz der Gemeinde Boitzenburger Land im Landkreis Uckermark in Brandenburg.

## Lage
Boitzenburg liegt im Nordwesten des Landkreises Uckermark. Die Landstraße L 15 führt nach Templin und Prenzlau, jeweils in etwa 20 km, die L 217 nach Lychen, ebenfalls in etwa 20 km.
Im Ort gibt es große Höhenunterunterschiede, die Kirche St. Marien auf dem Berge liegt in etwa 142 Metern Höhe, der tiefste Punkt  in etwa 50 Metern.
Das Schloss liegt auf einer Halbinsel, die Klosterruine an einem Fluss.

## Geschichte

### 1215 bis 1528
Die älteste Erwähnung ist als Bozineburc von 1215 bekannt.
1271 wurde in der Nähe ein Zisterzienserinnenkloster gegründet. Dabei überließ Gerhard von Boyceneburg, wahrscheinlich Pfandherr der Burg, dem Kloster zehn Hufen in Boitzenburg. Von 1276 ist die älteste Erwähnung der Burg erhalten. In diesem Jahr war Dietrich von Kerkow Lehnsträger der Burg und von zehn Dörfern der Umgebung. Seit 1337 war offenbar der brandenburgische Markgraf deren Besitzer, auf den die Familie von Lochen folgte. Untervögte waren ein gewisser von Lyne und ein von Musheym. 1375 gehörten zur Burg der Flecken Boitzenburg, die Dörfer Krewitz, Zervelin, Wichmannsdorf und Mittenwalde und zahlreiche Seen.  Daneben gab es noch ein Dorf Boitzenburg.
Auch eine Mühle in der Nähe wurde erwähnt.
1398 kam Boitzenburg zu Mecklenburg.
1403 gehörten sowohl Dorf als auch Flecken Boitzenburg zum Kloster Boitzenburg.
Schließlich gelangte die Herrschaft Boitzenburg in den Besitz von Johann Herr zu Cotbus, dem zeitweiligen Vertreter Kaiser Sigismunds in der Mark. Es folgten in der Herrschaft die von Holtzendorff, Lippolt von Bredow – der Landeshauptmann der Mittelmark mit seinen Brüdern – und schließlich Lüdeke von Maltzahn.
1415 kamen Boitzenburg und Zehdenick wieder an Brandenburg. 1416 war der Flecken wieder im Besitz eines von Bredow, danach des Ritters von Hase.
Die Familie von Arnim erhielt erstmals am 29. Januar 1429 die Burg und die Vogtei. Der brandenburgische Markgraf beglich auf diese Weise Schulden, die er bei den Brüdern Hans und Jaspar von Arnim gemacht hatte. 1439 erhielt daraufhin Hans von Arnim den Auftrag, bauliche Maßnahmen vorzunehmen und die Ringmauern auszubessern. 
1448 wurde von Cunersdorf, der spätere Landvogt der Neumark, Vogt von Boitzenburg.
1454 bekamen die Räte Hans von Bredow und Lüdeke von Arnim Boitzenburg durch den Kurfürsten Friedrich II. verkauft. (Lüdeke war bereits Pfandherr von Angermünde.) Von den Bredows gingen Burg und Amt Boitzenburg auf die von Waldow und von diesen auf den uckermärkischen Hauptmann von Hahn über.
Schließlich bekam Henning von Arnim 1486 das Schloss Boitzenburg, mit den Steuern von Prenzlau, Strasburg und Templin, die Vogtei und Stadt Lychen, sowie die Vogtei im Uckerlande. (Henning war bereits Besitzer der Hälfte von Schloss und Stadt Biesenthal und von Gerswalde.) Seine Söhne sollten durch markgräflichen Auftrag das baufällig gewordene Schloss wieder herrichten. Es folgten die von Krummensee und von Alvensleben, bevor seit  1528 die Arnims die Herrschaft über Boitzenburg innehatten.

### 1528 bis 1750

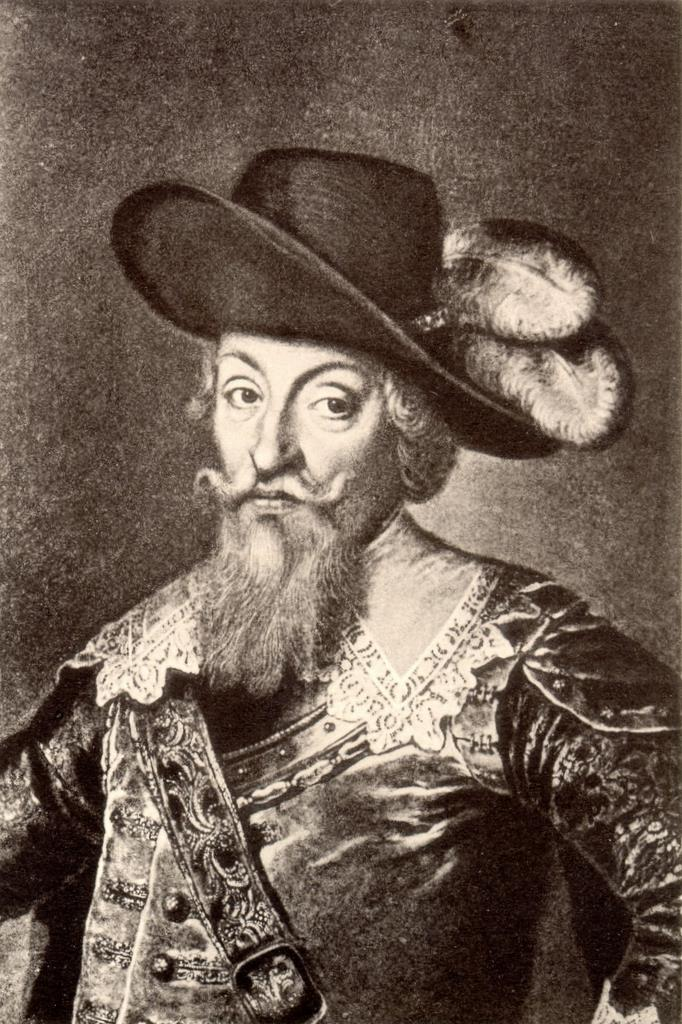
Graf Hans Georg von Arnim-Boitzenburg

1528 tauschte Kurfürst Joachim I. das Schloss Boitzenburg gegen das Schloss Zehdenick, (welches zuvor von Hans von Arnim, dem Landvogt der Uckermark, gekauft worden war). Zu dieser Zeit gehörten durch verschiedene Abgaben und Dienste folgende Ortschaften zum Schloss Boitzenburg: Beenz, Berkholz, Boitzenburg (Dorf und Stadt), Bröddin, Hardenbeck, Haßleben, Klaushagen, Klosterwalde, Krewitz (wüst), Kuhz, Küstrinchen, Mahlendorf, Mechow, Niegelsdorf (wüst), Rosenow, Rutenberg, Sovow, Thomsdorf, Neu- u. Alt-Thymen, Warthe, Weggun und Zervelin (wüst). Daneben gehörten viele Seen, Holzungs- und Jagdanrechte, sowie Geld- und Kornpachten von weiteren Orten dazu. Hans von Arnim kaufte außerdem noch Besitzungen in Kröchlendorff und Wichmannsdorf sowie den Ort Petznick dazu.
Als 1539 das Kloster Boitzenburg säkularisiert wurde, konnte Hans die wichtigste Erwerbung, die gesamten Güter des Klosters von Kurfürst Joachim II. anzukaufen, tätigen.
Auf ihn folgte sein Sohn Bernd von Arnim als Besitzer der Herrschaft Boitzenburg.
1570 waren im Dorf Boitzenburg ein Schulz, ein Krüger, vier Bauern und acht Kossäten ansässig.
Auf Bernd folgte dessen zweiter Sohn Hans Georg von Arnim, der sein Land durch den Dreißigjährigen Krieg bringen musste. Dieser stieg später als Feldherr in der kaiserlichen Armee zum Generalfeldmarschall auf.
In einem Bericht von 1687, fast 40 Jahre nach dem Dreißigjährigen Krieg, heißt es, dass von ursprünglich 12 Fischern der Stadt Boitzenburg nur noch 2 vorhanden wären. Die Wassermühle Boitzenburgs wurde Schlossmühle genannt. Das Dorf Boitzenburg hatte ebenfalls stark gelitten. Dort seien von den sechs Bauernstellen, die 23 Hufen beackert hätten, durch den Krieg wüst geworden, sodass die Herrschaft von Arnim das Land bewirtschafte. Die Mühle des Dorfes hieß Klostermühle. Die Marienkirche scheint den Dreißigjährigen Krieg gut überstanden zu haben.
Georg Dietloff von Arnim war der Begründer der Boitzenburger Schlossbibliothek. Für diese ließ er einen Seitenflügel des Schlosses bauen. Die Bibliothek wurde von den folgenden Generationen weiter ausgebaut. Weiterhin wurde durch Georg Dietloffs Umbau eine schöne Barockanlage geschaffen und die Straße vom Schloss zur Kirche angelegt.  Es galt weiterhin, die enormen Schäden des Dreißigjährigen Krieges in seiner Herrschaft zu beseitigen. 

### 1750 bis 1945
Um 1750 erfolgte schließlich die Vereinigung von Dorf und Stadt Boitzenburg zu einem einzigen Marktflecken. Das Bevölkerungswachstum des Ortes stagnierte in den nächsten Jahrzehnten: Die Bevölkerung hatte im Jahre 1801 mit 663 Einwohnern nur um einen Einwohner im Vergleich zu 1750 zugenommen.
1801 befanden sich unter den Einwohnern von Boitzenburg 10 Leineweber, 10 Maurer, 5 Schuhmacher, 6 Schneider, 2 Böttcher, 3 Tischler und viele Einzelhandwerker. Daneben existierten zwei Gasthöfe. Jährlich fanden zwei Krammärkte statt. Die Bauern bauten auf ihrem Land Roggen, Gerste, Hafer, Erbsen, Linsen, Wicken, Kartoffeln und Buchweizen an.
Die Einwohnerzahl Boitzenburgs wuchs bis 1860 auf 1045, schrumpfte jedoch bis 1900 wieder auf 776.
Seit  etwa 1919  gab es im Tiergarten der Schlossanlage eine Wisentzucht. Die Forst Boitzenburg beherbergte sogar Schreiadler. Daneben gab es mehrere Fischadler- und zwei Seeadlerhorste. Im Park lebten außerdem Kraniche und Schwarzstörche, wie auch das Hochwild.
1938 wurde das Schloss Boitzenburg Drehort für den gesellschaftskritischen Satirefilm Napoleon ist an allem schuld von Curt Goetz, der ein Jahr später verboten wurde.
Der letzte Arnimsche Besitzer von Schloss Boitzenburg war Joachim Dietlof von Arnim-Boitzenburg, welcher 1945 kurz vor dem Einmarsch der Roten Armee mit seiner Familie in den Westen flüchtete. Die sowjetischen Besatzer enteigneten die Grafenfamilie im selben Jahr entschädigungslos. 

#### 1945 bis 1990
Durch die Bodenreform in der Sowjetischen Besatzungszone wurde das enteignete Land zunächst an landlose Bauern, Landarbeiter und Flüchtlinge aufgeteilt, die es später in die Landwirtschaftlichen Produktionsgenossenschaften (LPG) einbrachten. Der Forst wurde überwiegend verstaatlicht.
1949 zerstörte ein Brand teilweise die Turmaufbauten und den Renaissancegiebel des Schlosshaupthauses. Das große Dach konnte danach wiederhergestellt werden.
Später wurde das Schloss von der NVA als Erholungsheim genutzt.

### Seit 1990
1992 wurde Boitzenburg Sitz des Amtes Boitzenburg.
1994 wurden die Urnen der letzten von Arnims in das Boitzenburger Familiengrab überführt.
Zum 31. Dezember 2001 wurde Boitzenburg Verwaltungssitz der neuen Gemeinde Boitzenburger Land.
Am 26. April 2003 wurde das Schloss Boitzenburg nach mehrjährigen umfassenden Renovierungen der Öffentlichkeit wieder zugänglich gemacht.

### Einwohnerentwicklung
| Jahr | Einwohner |
| ---- | --------- |
| 1875 | 948       |
| 1890 | 888       |
| 1910 | 786       |
| 1925 | 877       |
| 1933 | 725       |
| 1939 | 783       |
| 1946 | 1 094     |
| 1950 | 1 062     |

| Jahr | Einwohner |
| ---- | --------- |
| 1964 | 1 017     |
| 1971 | 932       |
| 1981 | 1 303     |
| 1985 | 1 511     |
| 1989 | 1 531     |
| 1990 | 1 540     |
| 1991 | 1 451     |
| 1992 | 1 540     |

| Jahr | Einwohner |
| ---- | --------- |
| 1993 | 1 636     |
| 1994 | 1 526     |
| 1995 | 1 536     |
| 1996 | 1 518     |
| 1997 | 1 501     |
| 1998 | 1 512     |
| 1999 | 1 469     |
| 2000 | 1 411     |
| 2011 | 970       |

## Sehenswürdigkeiten
- Schloss Boitzenburg mit
  - Lenné-Park mit Apollotempel

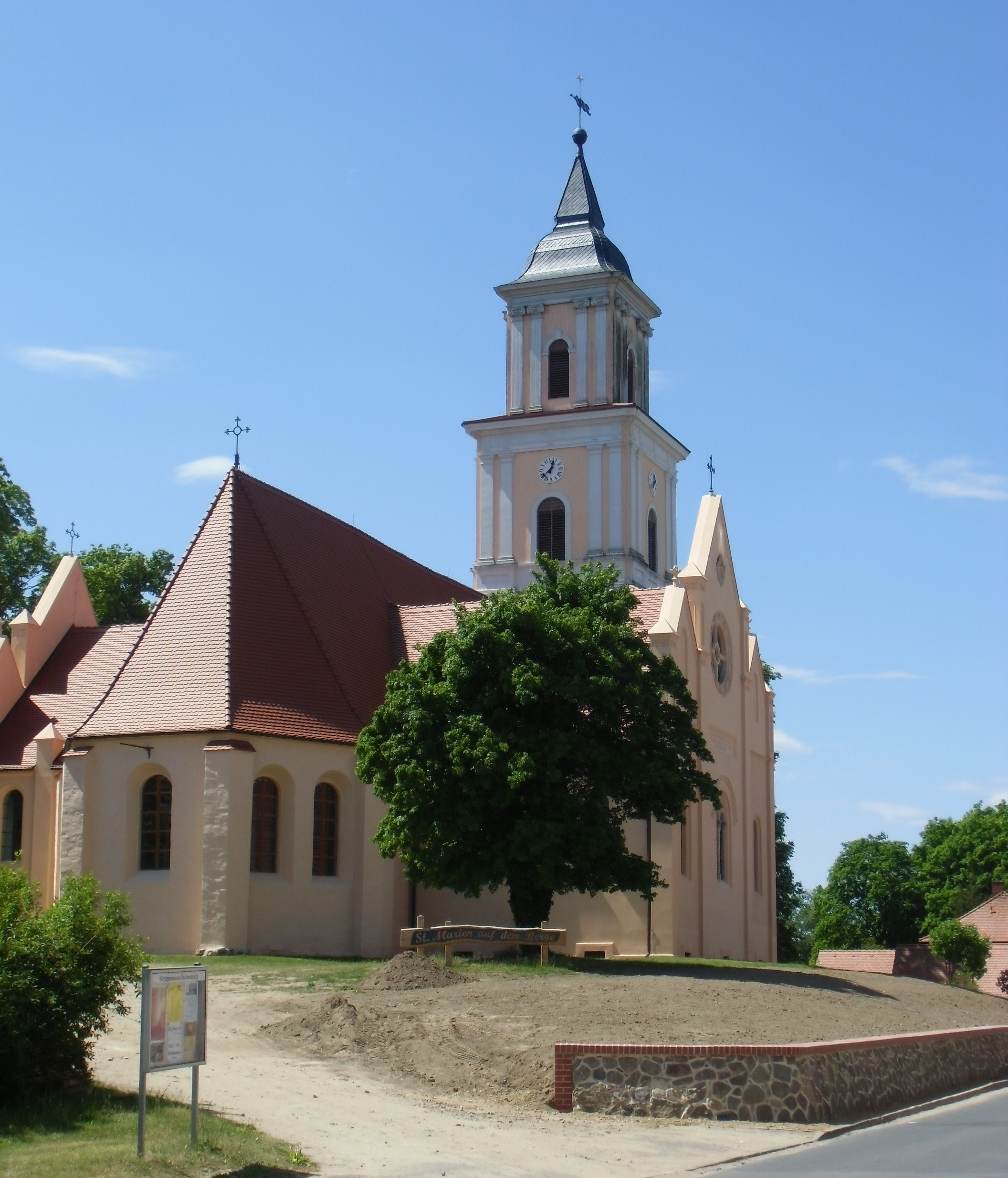
Kirche St. Marien auf dem Berge

  - Gräflicher Marstall, derzeit als Restaurant, Schokoladenmanufaktur, Schaubäckerei und Kaffeerösterei genutzt
  - Gärtnerhaus im inneren Schlossbezirk, 1780 erstmals erwähnt, von 1993 bis 2005 restauriert
- Pfarrkirche St. Marien auf dem Berge
- Klosterruine Boitzenburg mit Klostermühle
- Tiergarten Boitzenburg (älteste Eiche)
- Verlobungsstein im Tiergarten (Findling)

## Persönlichkeiten

### Geboren in Boitzenburg
Familie von Arnim
Die Familie von Arnim besaß von 1528 bis 1945 Schloss und Städtchen Boitzenburg
- Hans Georg von Arnim-Boitzenburg (1583–1641), kursächsischer Generalfeldmarschall
- Georg Abraham von Arnim (1651–1734), preußischer Generalfeldmarschall
- Friedrich Ludwig von Arnim (1796–1866), preußischer Major, Rittmeister, Geheim- und Landrat
- Adolf von Arnim-Boitzenburg (1832–1887), Reichstagspräsident
- Joachim Dietlof von Arnim-Boitzenburg (1898–1972), letzter Graf auf Schloss Boitzenburg

Weitere Persönlichkeiten
- Herwart Fischer (1885–1938), Rechtsmediziner und Hochschullehrer